# 哥伦布灯塔

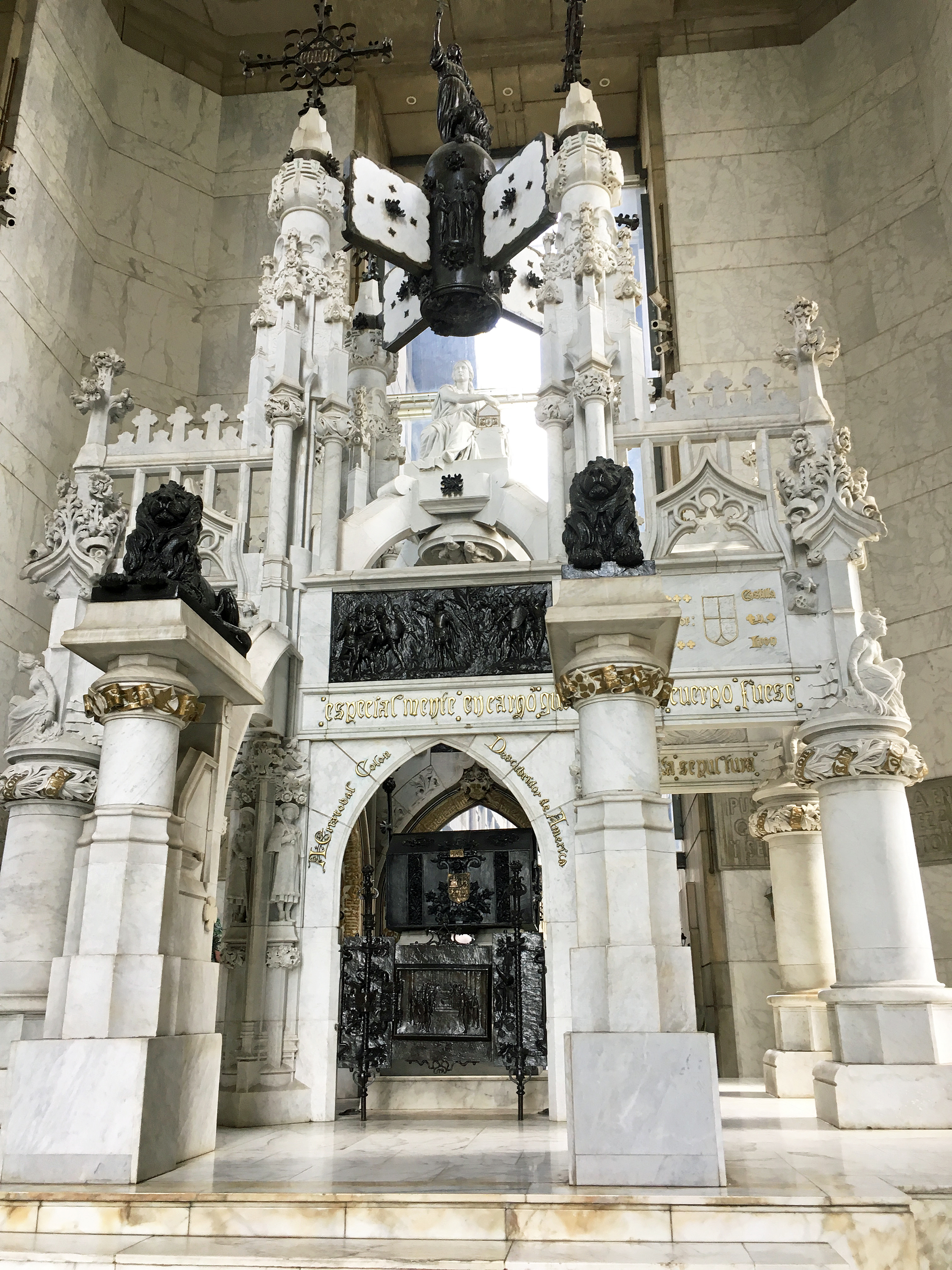
哥倫布陵寢

哥伦布灯塔（西班牙語：Faro a Colón）是位于多米尼加共和国东圣多明哥的一座建筑，以纪念哥伦布，建筑宽680英尺（210），高195英尺（59），可发射157束灯光。
1986年开始动工，但设计采用的是苏格兰建筑师约瑟夫·李·格利夫1931年的方案。1992年在恰逢哥伦布首次航行500周年时，灯塔剪彩。拉丁美洲多国为建筑提供了资金，总花费约7000万美元。